# Georges Henri Pissarro

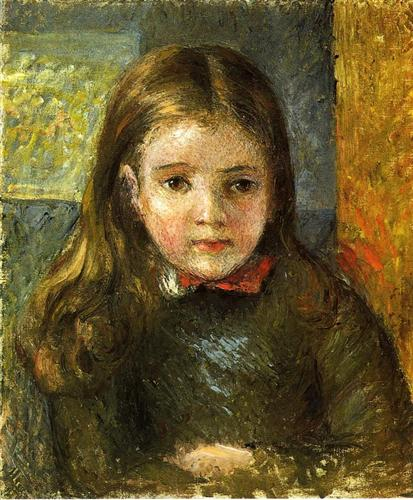
Porträt Georges Henri Pissarros von seinem Vater Camille Pissarro (1880)

Georges Henri Pissarro, auch Georges Manzana oder Manzana–Pissarro, (* 1871 in Louveciennes, Frankreich; † 1961) war französischer Lithograf und Maler des Impressionismus und des Neoimpressionismus. Neben seinen Bildern entwarf er Textilien, dekorative Objekte, Möbel und Glasgegenstände. Er entstammte der Künstlerfamilie Pissarro.

## Familie
Georges Henri Pissarro war der zweite Sohn des impressionistischen Malers Camille Pissarro und dessen Ehefrau Julia Vellay. Seine Geschwister waren Lucien, Jeanne, Félix, Ludovic Rodolphe, Jeanne (Cocotte) und Paul Émile. Er war dreimal verheiratet und verwitwet. Mit Esther Isaacson zeugte er den Sohn Tommy, mit Amicie Brécy zwei Kinder Camille und Marthe, sowie mit Blanche Moriset drei Kinder Flore, Aziza und Felix.

## Leben und Werk
Anfangs malte er an seines Vaters Seite, in dessen Haus er zusammen mit seinem Bruder Lucien Pissarro aufwuchs, das oft von aufstrebenden Künstlern des Impressionismus wie Claude Monet, Paul Cézanne, Pierre-Auguste Renoir und Paul Gauguin besucht wurde. Als junger Mann malte er eine Reihe von Landschaften rund um Pontoise und Éragny in dem von seinem Vater übernommenen impressionistischen Stil. Ab etwa 1906 beschäftigte sich Georges Henri Pissarro mit der Gestaltung von Objekten der Dekorativen Kunst und Möbelstücken. Unter dem Einfluss von Gauguins exotischen einheimischen Szenen aus Tahiti und Martinique näherte er sich in seinen Arbeiten dem Orientalismus an, in denen er mit Gold-, Silber- und Kupferfarbe experimentierte.
Ab 1894 wählte der Künstler das Pseudonym Manzana (spanisch Apfel), inspiriert vom Namen seiner Großmutter Rachel Manzano-Pomié, als Signatur für seine Bilder. Ab 1906 signierte er mit Manzana-Pissarro.
Zu Beginn des 20. Jahrhunderts zeigte Pissarro regelmäßig seine neoimpressionistischen Werke im Salon d’Automne, im Salon des Indépendants der Société des Artistes Indépendants, sowie in den Pariser Galerien Ruel und Druet. 1907 stellte er erstmals seine dekorativen Arbeiten bei Ambroise Vollard aus. Eine seiner größten Ausstellungen fand 1914 im Musée des Arts décoratifs in Paris statt, in der er 311 seiner Werke zeigte, darunter Teppiche, Möbel, Glaswaren, dekorative Malerei, Radierungen und Lithographien. Der Künstler stellte seine Werke weiterhin regelmäßig bis in die späten 1930er Jahre auf Ausstellungen vor. Er lebte in Les Andelys und Paris und verbrachte mehrere Sommer in Pont-Aven in der Bretagne, wo er in den 1930er Jahren eine Reihe von Bildern fertigte, die von der Tracht und dem Leben in der Gegend inspiriert waren. Zu Beginn des Zweiten Weltkriegs zog er 1939 mit seiner Familie nach Casablanca, wo er bis 1947 lebte. Der Maler verbrachte die letzten Jahre seines Lebens bei seinem jüngsten Sohn Félix in Menton, wo er zu seinen neoimpressionistischen Wurzeln und der Landschaftsmalerei zurückkehrte.